# Malampa Revivors Football Club
Malampa Revivors Football Club é um clube de futebol vanuatuense com sede em Luganville, Espíritu Santo. Disputa a primeira divisão de Luganville, sendo este o escalão máximo de futebol na região.